# Roskovec
Roskovec je město na jihu střední Albánie. Nachází se mezi městy Fier a Berat v okresu Fier a žije zde přibližně 15 000 obyvatel. Leží v nadmořské výšce 23 m n. m., v blízkosti řeky Lumi i Semanit a umělé vodní nádrže na jednom z jejích přítoků.
Roskovec byl založen během období vlády komunismu v Albánii. Jeho název pochází z jihoslovanských jazyků. Většina obyvatel Roskovce se živí zemědělstvím. Žijí zde muslimové a ortodoxní křesťané.
Ve městě žije romská menšina.

## Historie
Přestože současné město vzniklo v relativně nedávné době, je úrodné údolí řeky Lumi i Semanit (Semanské řeky) osídleno již po dlouhou dobu. V období existence Osmanské říše se zde nacházelo tržiště pro cestovatele, kteří se potkávali během nedělních trhů. Moderní město bylo vybudováno pak i v roce 1968. Sestěhovali se do něj obyvatelé z okolních vesnic, kteří našli práci v místních průmyslových podnicích, mezi které patří např. společnost Albpetrol.